# Psalm för mörkrädda
Psalm för mörkrädda är en singelskiva av Svenska Akademien från 2004.

## Låtlista
1. Psalm för mörkrädda
2. Vetande